# (916) America
América és l'asteroide número 916. Va ser descobert per l'astrònom G. Neujmin des de l'observatori de Simeis, el 7 d'agost de 1915. La seva designació alternativa és 1915 S1.